# 9 décembre 2018
Le mardi 9 décembre 2018 est le 343e jour de l'année 2018.

## Décès
Par ordre alphabétique.
- Robert Bergland, homme politique américain.
- William Blum, écrivain et journaliste américain.

## Événements
- Deux personnes décèdent et 38 autres personnes sont hospitalisées après qu'un incendie se soit déclaré dans un bâtiment à Reggio d'Émilie, en Italie[1].
- Un accident d'hélicoptère dans l'est du Soudan tue Mirghani Saleh, le gouverneur de l'État d'Al Qadarif, et au moins quatre autres fonctionnaires[2].
- De fortes tempêtes hivernales dans le sud-est des États-Unis tuent trois personnes et en laissent 310 000 autres sans électricité[3].
- Un castor est filmé dans un bois à Tarvisio dans le nord-est de l'Italie par une caméra, ce qui marque la première observation de l'animal dans le pays depuis 1471[4].
- élections législatives en Arménie ;
- référendum constitutionnel au Pérou.